# Динамо (футбольний клуб, Ставрополь, 1924)
Футбольний клуб «Динамо» (Ставрополь) або просто «Динамо» (рос. Футбольный клуб Динамо (Ставрополь)) — російський футбольний клуб з міста Ставрополь, в однойменному краї. Заснований в 1924 році. Чемпіон РРФСР 1949 року. Володар кубку РРФСР 1983 року серед клубів 2 ліги чемпіонату СРСР та кубку ПФЛ 2004 року серед клубів 2-го дивізіону чемпіонату Росії. Зараз виступає в Другому дивізіоні чемпіонату Росії (зона «Південь»).

## Історія
Роком зародження професійного футболу в Ставрополі прийнято вважати 1912 рік, саме тоді була створена перша організована команда «Спорт».
До кінця 20-их років в Ставрополі вже налічувалося понад 10 клубів: «Рапід», «Штурм», «Сокіл», «Комсомол», «Рада Фізичної Культури». Найсильнішим вважався «Рапід», в складі якого виступали не тільки місцеві гравці - робітники заводів і артілей, а й легіонери: італійці, румуни, німці, угорці.
18 травня 1921 року в Ставрополі була організована футбольна ліга при Губернському спортивному клубі Всевобуча. У травні проводився розіграш Срібного Кубку від Губернського виконкому. Перший володар кубку - «Ставропольський гурток футболістів».
11 червня 1922 року в місті пройшла друга Північно-Кавказька футбольна олімпіада. Господарі посіли друге місце, але цей турнір дав новий поштовх у розвитку футболу в краї.
1924 - саме в цьому році в місті Ставрополь з'явився ФК «Динамо». Назва команда отримала від однойменного Всесоюзного товариства «Динамо», до складу якого вона входила.
У 1925 році вперше було проведена першість міста Ставрополя, в якому брало участь 15 команд, в тому числі й «Динамо»
Найбільшим досягненням в історії ставропольського «Динамо» є завоювання звання чемпіонів РРФСР в 1949 році.
У 1946 році «Динамо» дебютує в чемпіонатах СРСР, посівши друге місце в третій групі, Північно-Кавказької підгрупи. З 1962 по 2008 рік (за винятком 2005 року) ставропольське «Динамо» регулярно брало участь у різних турнірах першостей СРСР і Росії. У 1957 році Ставрополь в чемпіонаті СРСР представляла команда «Трудові резерви», а з 1958 по 1961 роки - «Спартак». У 1980-1981 та 1985-1991 роках команда виступала в першій лізі першості СРСР. Кращий результат - 4 місце (1989).
У 1992 році ставропольське «Динамо» отримало право виступу у вищій лізі в першому чемпіонаті Росії. За підсумками чемпіонату команда посіла 15-те місце. У 1993 році «Динамо» зайняло в чемпіонаті Росії 12-те місце - найвище досягнення за час існування професійної команди. У 1994 році команда зайняла в чемпіонаті країни передостаннє 15-те місце, що не дозволило їй залишитися у вищій лізі.
З 1995 по 1999 рік команда грала в першій лізі (з 1998 - в першому дивізіоні) першості Росії. Кращий результат за ці роки - 5-те місце в 1996 році.
З 2000 по 2004 рік команда грала в зоні «Південь» другого дивізіону першості Росії і в 2004 році виграла цей турнір, завоювавши путівку в перший дивізіон. Крім цього була здобута перемога у Кубку ПФЛ, що розігрується серед переможців зональних турнірів другого дивізіону. Однак у січні 2005 року в зв'язку з фінансовими проблемами клуб був позбавлений професійного статусу і місця в першому дивізіоні. Сезон 2005 роки команда провела в турнірі Аматорської футбольної ліги Південного федерального округу під назвою «Динамо-Ставрополь».
З сезону 2006 клуб повернув собі професійний статус і повернувся до другого дивізіону.
У 2009 році клуб був виключений зі складу ПФЛ. До цього часу в місті були створені дві нові команди - «Ставропіллі-2009» та «Ставрополь», кожна з яких називала себе наступником «Динамо».
10 лютого 2010 футбольний клуб «Динамо» (Ставрополь) був зареєстрований як юридична особа, а 11 березня пройшов ліцензування в ПФЛ. Як зазначено в повідомленні ЦГЗ ПФЛ від 18 березня 2010 року, «Ставрополь-2009» було перейменовано в «Динамо» Ставрополь. У 2012 році клуб припинив своє існування.
У 2013 клуб відродився на базі Училища Олімпійського резерву і провів сезон в рамках ЛФЛ (зона ЮФО-ПКФО), зайнявши там 1-ше місце.
Незважаючи на підготовку команди до наступного сезону, на початку 2014 року команда «Динамо-УОР», не отримавши підтримки з боку спортивної влади Ставропольського краю, які вирішили підтримувати команду «Газпром трансгаз Ставрополь» (ГТС) з п. Різдвяний, була розформована.
У сезоні 2015/16 на базі команди «Динамо-ГТС», яка походила від команди «Сигнал» м Ізобільний, зі збереженням складу і адміністративного корпусу, формується нова юридична особа - «Асоціація професійний футбольний клуб "Динамо" (Ставрополь)». Цей рік вважається роком чергового відродження команди. Знову відроджена команда «Динамо» Ставрополь бере старт в сезоні 2015/2016 в першості ПФЛ (зона Південь).

## Клубні кольори
| Синій | Білий | Золотий |

## Досягнення
- Чемпіонат РРФСР
  -  Чемпіон (1): 1949

- Кубок Першої ліги чемпіонату СРСР
  -  Володар (1): 1990

- Першість ПФЛ (зона «Південь»)
  -  Чемпіон (1): 2004

- Кубок ПФЛ
  -  Володар (1): 2004

- Третій дивізіон чемпіонату Росії (зона ЮФО)
  -  Чемпіон (1): 2013

## Статистика виступів

### У чемпіонатах СРСР
| Сезон | Ліга                                            | Місце | Примітки                         |
| ----- | ----------------------------------------------- | ----- | -------------------------------- |
| 1946  | Третя група СРСР, РРФСР, Північнокавказька зона | 2     |                                  |
| 1957  | Клас «Б» СРСР, зона 1                           | 18    |                                  |
| 1958  | Клас «Б» СРСР, зона 4                           | 13    |                                  |
| 1959  | Клас «Б» СРСР, зона 3                           | 9     |                                  |
| 1960  | Клас «Б» СРСР, РРФСР, зона 3                    | 10    |                                  |
| 1961  | Клас «Б» СРСР, РРФСР, зона 4                    | 6     |                                  |
| 1962  | Клас «Б» СРСР, РРФСР, зона 3                    | 4     |                                  |
| 1963  | Клас «Б» СРСР, РРФСР, зона 4                    | 10    |                                  |
| 1964  | Клас «Б» СРСР, РРФСР, зона 4                    | 7     |                                  |
| 1965  | Клас «Б» СРСР, РРФСР, зона 4                    | 17    | Перехід до другої групи «А» СРСР |
| 1966  | Друга група «А» СРСР, підгрупа 1                | 13    |                                  |
| 1967  | Друга група «А» СРСР, підгрупа 1                | 10    |                                  |
| 1968  | Друга група «А» СРСР, підгрупа 2                | 14    |                                  |
| 1969  | Друга група «А» СРСР, підгрупа 1                | 12    |                                  |
| 1970  | Друга група «А» СРСР, зона 2                    | 6     |                                  |
| 1971  | Друга група «А» СРСР, зона 3                    | 11    |                                  |
| 1972  | Друга група «А» СРСР, зона 4                    | 10    |                                  |
| 1973  | Друга група «А» СРСР, зона 3                    | 4     |                                  |
| 1974  | Друга група «А» СРСР, зона 3                    | 8     |                                  |
| 1975  | Друга ліга СРСР, зона 3                         | 10    |                                  |
| 1976  | Друга ліга СРСР, зона 4                         | 5     |                                  |
| 1977  | Друга ліга СРСР, зона 3                         | 7     |                                  |
| 1978  | Друга ліга СРСР, зона 3                         | 17    |                                  |
| 1979  | Друга ліга СРСР, зона 3                         | 1     | Перехід у першу лігу СРСР        |
| 1980  | Перша ліга СРСР                                 | 7     |                                  |
| 1981  | Перша ліга СРСР                                 | 23    | Виліт до другоїліги СРСР         |
| 1982  | Друга ліга СРСР, зона 3                         | 3     |                                  |
| 1983  | Друга ліга СРСР, зона 3                         | 3     |                                  |
| 1984  | Друга ліга СРСР, зона 3                         | 1     |                                  |
| 1984  | Друга ліга СРСР, Фінал 3                        | 1     | Перехід у першу лігу СРСР        |
| 1985  | Перша ліга СРСР, Група А                        | 12    |                                  |
| 1986  | Перша ліга СРСР                                 | 18    |                                  |
| 1987  | Перша ліга СРСР                                 | 15    |                                  |
| 1988  | Перша ліга СРСР                                 | 6     |                                  |
| 1989  | Перша ліга СРСР                                 | 4     |                                  |
| 1990  | Перша ліга СРСР                                 | 5     |                                  |
| 1991  | Перша ліга СРСР                                 | 16    |                                  |

### У кубку СРСР
| Сезон   | Стадія | Примітки                                  |
| ------- | ------ | ----------------------------------------- |
| 1957    | 1/64   | Кубок СРСР, зона 1                        |
| 1958    | 1/256  | Кубок СРСР, зона 4                        |
| 1959/60 | 1/32   | Кубок СРСР, зона 3                        |
| 1961    | 1/128  | Кубок СРСР, РРФСР, зона 4                 |
| 1962    | 1/256  | Кубок СРСР, РРФСР, зона 3                 |
| 1963    | 1/1024 | Кубок СРСР, РРФСР, зона 3                 |
| 1964    | 1/128  | Кубок СРСР, РРФСР, зона 4                 |
| 1965/66 | 1/16   | Кубок СРСР, РРФСР, зона 4                 |
| 1966/67 | 1/64   | Кубок СРСР, Фінал                         |
| 1967/68 | 1/64   | Кубок СРСР, Фінал                         |
| 1968/69 | 1/64   | Кубок СРСР, зона 2 другої групи класу «А» |
| 1970    | 1/128  | Кубок СРСР, зона 2 другої групи класу «А» |
| 1980    | 4      | Кубок СРСР, зона 8                        |
| 1981    | 4      | Кубок СРСР, зона 4                        |
| 1985/86 | 1/32   | Кубок СРСР                                |
| 1986/87 | 1/16   | Кубок СРСР                                |
| 1987/88 | 1/64   | Кубок СРСР                                |
| 1988/89 | 1/64   | Кубок СРСР                                |
| 1989/90 | 1/16   | Кубок СРСР                                |
| 1990/91 | 1/8    | Кубок СРСР                                |
| 1991/92 | 1/64   | Кубок СРСР-СНД                            |

### У чемпіонатах Росії
| Сезон                           | Ліга                                                              | Місце | Примітки                                   |
| ------------------------------- | ----------------------------------------------------------------- | ----- | ------------------------------------------ |
| 1992                            | Вища ліга, 9‑20 місця                                             | 15    |                                            |
| 1993                            | Вища ліга                                                         | 12    |                                            |
| 1994                            | Вища ліга                                                         | 15    | Виліт у Першу лігу                         |
| 1995                            | Перша ліга                                                        | 9     |                                            |
| 1996                            | Першу лігу                                                        | 5     |                                            |
| 1997                            | Першу лігу                                                        | 10    |                                            |
| 1998                            | Перший дивізіон                                                   | 8     |                                            |
| 1999                            | Перший дивізіон                                                   | 21    | Виліт до Другий дивізіон                   |
| 2000                            | Другий дивізіон, зона «Південь»                                   | 5     |                                            |
| 2001                            | Другий дивізіон, зона «Південь»                                   | 2     |                                            |
| 2002                            | Другий дивізіон, зона «Південь»                                   | 3     |                                            |
| 2003                            | Другий дивізіон, зона «Південь»                                   | 4     |                                            |
| 2004                            | Другий дивізіон, зона «Південь»                                   | 1     | Виключення з ПФЛ. Проблеми з фінансуванням |
| Кубок ПФЛ 2004                  | Другий дивізіон, Кубок ПФЛ                                        | 1     |                                            |
| 2005                            | ЛФЛ Росії, Південь                                                | 5     | Вихід до Другого дивізіону                 |
| 2006                            | Другий дивізіон, зона «Південь»                                   | 8     |                                            |
| 2007                            | Другий дивізіон, зона «Південь»                                   | 2     |                                            |
| 2008                            | Другий дивізіон, зона «Південь»                                   | 5     |                                            |
| 2009 — команди не існувало      |                                                                   |       |                                            |
| 2010                            | Другий дивізіон, зона «Південь»                                   | 13    |                                            |
| 2011/2012                       | Другий дивізіон, зона «Південь»                                   | 8     |                                            |
| 2013                            | Третій дивізіон, зона ПФО та ПКФО/чемпіонат Ставропольського краю | 1     |                                            |
| 2014-2015 — команди не існувало |                                                                   |       |                                            |
| 2015/2016                       | Другий дивізіон, зона «Південь»                                   | 8     |                                            |

### У кубках Росії
| Сезон   | Стадія |
| ------- | ------ |
| 1992/93 | 1/4    |
| 1993/94 | 1/16   |
| 1994/95 | 1/8    |
| 1995/96 | 1/64   |
| 1996/97 | 1/32   |
| 1997/98 | 1/8    |
| 1998/99 | 1/32   |
| 1999/00 | 1/8    |
| 2000/01 | 1/128  |
| 2001/02 | 1/256  |
| 2002/03 | 1/128  |
| 2003/04 | 1/32   |
| 2004/05 | 1/256  |
| 2006/07 | 1/512  |
| 2007/08 | 1/64   |
| 2008/09 | 1/256  |
| 2010/11 | 1/128  |

## Резервна команда
В період з 1994 по 1997 роки в Третьому дивізіоні чемпіонату Росії виступала команда під назвою ФК «Динамо-д» (Ставрополь).

## Відомі гравці
Нижче наведений список колишніх гравців клубу, які мають досвід виступів у футболці національних збірних. Жирним шрифтом виділено прізвища тих гравців, які виступали в футболці національної збірної під час свого перебування в ФК «Динамо» (Ставрополь).
| - Олександр Новіков - Юрій Пудишев - Альберт Борзенков - Віктор Булатов - Владислав Леміш - Микола Олейніков - Кирило Паненко - Роман Павлюченко | - Сергій Підпалий - Владислав Тернавський - Карапет Мікаелян - Расим Абушев - Ігор Гетьман - Гурбан Гурбанов - В'ячеслав Личкін - Володимир Шелег | - Аляксандр Вяжевіч - Олександр Богатирьов - Ренат Дубинський - Віталій Левченко - Олександр Ігнатов - Олексій Антюхін - Юрій Грицина |